# Харитон, Борис Осипович
Борис Осипович (Иосифович) Харитон (24 ноября 1876, Киев — 30 августа 1941) — русский журналист еврейского происхождения, издатель и редактор.

## Биография
Родился 12 ноября (по старому стилю) 1876 года в Киеве, в семье бердичевского мещанина Иося-Рувина Дувидовича (Иосифа Давидовича) Харитона (1837, Новоград-Волынский — 18 декабря 1915, Феодосия), впоследствии купца первой гильдии, который переехал с семьёй в Феодосию. Мать — Брайна Гершевна (Берта Григорьевна) Харитон (? — 7 июня 1912). Окончил юридический факультет Императорского университета Святого Владимира в Киеве (1899), после чего недолго служил помощником присяжного поверенного там же. 
С 20 марта 1901 года издавал в Керчи газету «Южный курьер». Первое прошение на издание в Керчи «нового повременного издания с дозволения предварительной цензуры под названием «Южный Курьер» было подано в Главное управление по делам печати издателем Б. И. Харитоном и ответственным редактором Д. Т. Овсеенко ещё 13 мая 1900 года, разрешение полиции последовало 18 июля того же года и 30 января 1901 года начальником Главного управления по делам печати князем Н. В. Шаховским была утверждена программа газеты и выданы свидетельства для редакции и для типографии. С 30 апреля 1901 года, после временного ухода Д. Т. Овсеенко, остался единственным издателем и временным редактором этой газеты до возвращения в июне того же года ответственного рекдатора Д. Т. Овсеенко. Вёл в «Южном курьере» рубрику «Случайные заметки». В результате цензурного давления, 16 января 1902 года Б. О. Харитон перестал заведовать главной конторой «Южного курьера», а 23 мая 1902 года (после выхода 131-го номера) покинул газету и передал права на её издание Д. Т. Овсеенко. Редактировал в Екатеринославе газету «Вестник юга», печатался в газете «Одесские новости».
В 1904—1906 годах входил в редколлегии газет «Сын Отечества» (руководил отделом «Провинция»), «Всеобщая маленькая газета», «Новости и биржевая газета», был редактором газет «Наши дни» и «Радикал».
С марта 1906 года и до начала 1917 года — редактор (сначала ночной, потом общий) и выпускающий петербургской кадетской газеты «Речь» (главного початного органа партии), а также газеты «Реформа»; с 1915 года член правления Петербургского союза журналистов (позже секретарь правления), с ноября 1918 года член правления Общества (кассы) взаимопомощи литераторов и учёных и «Кооператива журналистов». Был председателем хозяйственного комитета по созданию и с 1 декабря 1918 вплоть до отъезда из страны в 1922 году директором петроградского Дома Литераторов. Принимал участие в издании «Летописи Дома Литераторов». По его инициативе были организованы первый в советской России литературный конкурс и «Пушкинские чтения», посвящённые годовщине со дня смерти поэта. В 1919—1921 годах работал в издаваемом А. Е. Кауфманом в Петрограде журнале «Вестник литературы», в 1921—1922 годах был редактором журналов «Летопись Дома литераторов» и «Литературные записки».
Выслан из России в 1922 году вместе с группой писателей и философов (так называемый «философский пароход»), в Берлине редактировал журнал «Сполохи», публиковался в газетах «Руль» и «Дни». С декабря 1923 года — в Риге, редактор издаваемой еврейской народно-демократической партией (ЕНДП) еженедельной газеты «Народная мысль», газет «Понедельник» и «Беседа». С 1925 до 1940 года — постоянный редактор крупнейшей русской газеты в Прибалтике «Сегодня») и её вечернего выпуска «Сегодня вечером». Участвовал в работе рижского издательства «Жизнь и культура» (при редакции газеты «Сегодня»), редактировал выходившие в Риге собрания сочинений Лермонтова, Толстого, Тургенева, Пушкина. В ноябре 1936 года русская эмиграция отметила его 60-летие.
Б. О. Харитон был арестован 17 октября 1940 года в Латвии, осуждён на 7 лет ИТЛ. Умер в лагере 30 августа 1941 года.

## Семья
- Первая жена (с 1899 года) — Фрейда (Фанни) Моисеевна Рогальская (16 июля 1878, Феодосия[12] — 29 ноября 1901), умерла в родах младшей дочери.
  - Дочери — Лидия Борисовна Черненко (1900—1975), секретарь медицинского журнала в Харькове, и Анна Борисовна Захаровская (1901—1994), логопед. Внук — Михаил Борисович Черненко (1923—2018), научный журналист, редактор и писатель, горный инженер, заместитель главного редактора журнала «Химия и жизнь» с его основания в 1964 году.

- Вторым браком был женат на актрисе МХАТа Мирре Яковлевне Буровской (по сцене Мирра Биренс, 1877—1947)[13], но развёлся с ней в 1907 году и воспитывал детей один. Мирра Буровская впоследствии вышла замуж за психоаналитика Марка Ефимовича Эйтингона и в 1913 году уехала в Германию, а оттуда вместе с мужем в 1933 году в Палестину, жила в Тель-Авиве и Иерусалиме[14][15][16][17].
  - Сын — Юлий Харитон — впоследствии стал физиком-ядерщиком, трижды Героем Социалистического Труда[18].
- Третьим браком был женат на Ольге Васильевне Кенель (в первом браке Очневой; 1889 — 1 мая 1930, Рига), дочери архитектора Василия Александровича Кенеля.
- Сестра, Этля (Адель) Иосифовна Харитон, была замужем за историком Юлием Исидоровичем Гессеном (их старший сын — журналист и киносценарист Даниил Юльевич Гессен)[14]. Племянник (сын другой сестры) — журналист и корреспондент «Известий» Давид Ефремович Южин (настоящая фамилия Рахмилович, 1892—1939).
- Брат — Марк Иосифович Харитон. Его сын — адвокат Давид Маркович Харитон (1893—1957), был женат на Бине Львовне Каплан (1904—1973), сестре пианиста и музыкального педагога Арнольда Каплана (1919—1996); их сын — шахматист и шахматный обозреватель, международный мастер Лев Харитон[19]. Другой сын — русско-американский пианист Михаил Маркович Харитон (?—1938), с 1923 по 1926 год выступал в дуэте с Дмитрием Тёмкиным в Германии, Франции и США; умер в Лос-Анджелесе[20].